# Де Графф, Вим
Виллем «Вим» де Граф (нидерл. Willem "Wim" de Graaff; 25 августа 1931, Роттердам, Южная Голландия — 12 января 2021, Роттердам, Южная Голландия) — нидерландский конькобежец. Двукратный призёр чемпионата Нидерландов по конькобежному спорту в классическом многоборье среди мужчин 1955 и 1956 года. Участник зимних Олимпийских игр 1956 и 1960 года.

## Биография
Вим де Граф родился в городе Роттердам, провинция Южная Голландия. В настоящее время работает волонтёром (проводит экскурсии) при музее конькобежцев Нидерландов в городе De Lier
В карьере де Графа нет каких-либо медалей, полученных на соревнованиях международного уровня. Лучший свой результат он продемонстрировал во время чемпионата Европы по конькобежному спорту 1959 года, что проходил в шведском Гётеборге. По сумме выступлений де Граф с результатом 194.258 очков занял 10-е место.
На зимних Олимпийских играх 1960 года, вторых в своей карьере, де Граф был заявлен для участия в забеге на 500 и 1500 м. 24 февраля 1960 года на Олимпийском ледовом кольце Скво-Велли он завершил свой забег на 500 м среди мужчин с результатом 42.9. В общем итоге де Граф занял 28-е место. 26 февраля 1960 года на Олимпийском ледовом кольце Скво-Велли он завершил свой забег на 1500 м среди мужчин с результатом 2:16.5. В общем итоге де Граф занял 15-е место вместе со шведским конькобежцем Гюннаром Шёлином.